# Auasz
Auasz Uenz, Awash Wenz  (amhar. አዋሽ ወንዝ) – rzeka we wschodniej Afryce płynąca przez środkową Etiopię o długości 1200 km. 
W 1980 roku, z uwagi na liczne znaleziska paleoantropologiczne, dolina rzeki Auasz została wpisana na listę światowego dziedzictwa UNESCO.

## Opis
Rzeka płynie we wszystkich swoich odcinkach na terytorium Etiopii. Jej źródła znajdują się na Wyżynie Abisyńskiej na wysokości 3000 m n.p.m., na zachód od miasta Addis Abeba. Przepływa częściowo w Rowie Abisyńskim, płynie w kierunku północno-wschodnim. Uchodzi do jeziora Abie w zapadlisku tektonicznym Afar. Uznawana jest przez Somalijczyków za wschodnią granicę państwa etiopskiego przed kolonialnym podziałem Somalii w XIX wieku.
Wody rzeki służą nawadnianiu, m.in. plantacji trzciny cukrowej. W górnym biegu rzeki, znajduje się 42-metrowa zapora i hydroelektrownia „Koka”, tworząc zbiornik „Koka”. 

## Znaleziska paleoantropologiczne
W środkowym biegu rzeki zlokalizowane są stanowiska paleoantropologiczne, gdzie odkryto szczątki dawnych przedstawicieli rodzajów Ardipithecus (skamieniałości Ardi liczące 4.4 milionów lat), Australopithecus (m.in. Lucy licząca 3.2 miliony lat) oraz Homo. Część doliny rzeki od 1966 roku objęta jest ochroną w ramach Parku Narodowego Auasz, obejmującego 756 km² sawanny i lasów akacjowych.
W 1980 roku dolina rzeki Auasz została wpisana na listę światowego dziedzictwa UNESCO.